# Leonid Kyzym
Leonid Denyssovytch Kyzym (en ukrainien : Леонід Денисович Кизим) ou Leonid Denissovitch Kizim (en russe : Леонид Денисович Кизим) est un cosmonaute soviétique, né le 5 août 1941 à Krasnyï Lyman, dans l'oblast de Donetsk, en RSS d'Ukraine (Union soviétique), et décédé le 14 juin 2010 à Moscou, en Russie.

## Biographie
Leonid Kizim a été sélectionné en tant que cosmonaute le 23 octobre 1965.
Il est parti à la retraite le 13 juin 1987.

## Vols réalisés
Il a d'abord été sélectionné comme commandant dans l'équipage de réserve du vol Soyouz T-2.
Il a ensuite volé comme commandant sur :
- Le 27 novembre 1980, Leonid Kizim s'envole à bord de Soyouz T-3, en tant que membre de l'expédition Saliout 6 – EP-9. Il revient sur Terre le 10 décembre 1980.
- Le 8 février 1984, il s'envole à bord de Soyouz T-10 en tant que membre de l'expédition Saliout 7 – EO-3. L'équipage passe près de dix mois à réaliser de nombreuses expériences médicales et de fabrication dans l'espace, établissant un nouveau record de durée de vol spatial (plus de 236 jours). Ils sont revenus sur Terre à bord de Soyouz T-11 le 2 octobre 1984.
- Le 13 mars 1986, il s'envole à bord du vaisseau Soyouz T-15, en tant que membre des expéditions Saliout 7 – EO-5 et Mir EO-1. Le vaisseau s'est d'abord amarré à la station Mir, le 15 mars 1986, puis, le 5 mai 1986, soit 51 jours plus tard, les cosmonautes ont désamarré Soyouz T-15 pour rejoindre le lendemain l'autre station spatiale, Saliout 7, et s'y amarrer pour une mission de 50 jours. Le 25 juin 1986, les cosmonautes sont repartis sur Mir pour s'y amarrer le lendemain et y séjourner pendant 20 jours. Ainsi, ils ont été les derniers à bord de l'ancienne station Saliout 7/Cosmos 1686 et les premiers à séjourner sur la nouvelle station Mir. Ils sont revenus sur Terre le 16 juillet 1986, après une mission totale de 125 jours.

Au total, il a passé 374 jours 17 heures 56 minutes dans l'espace.

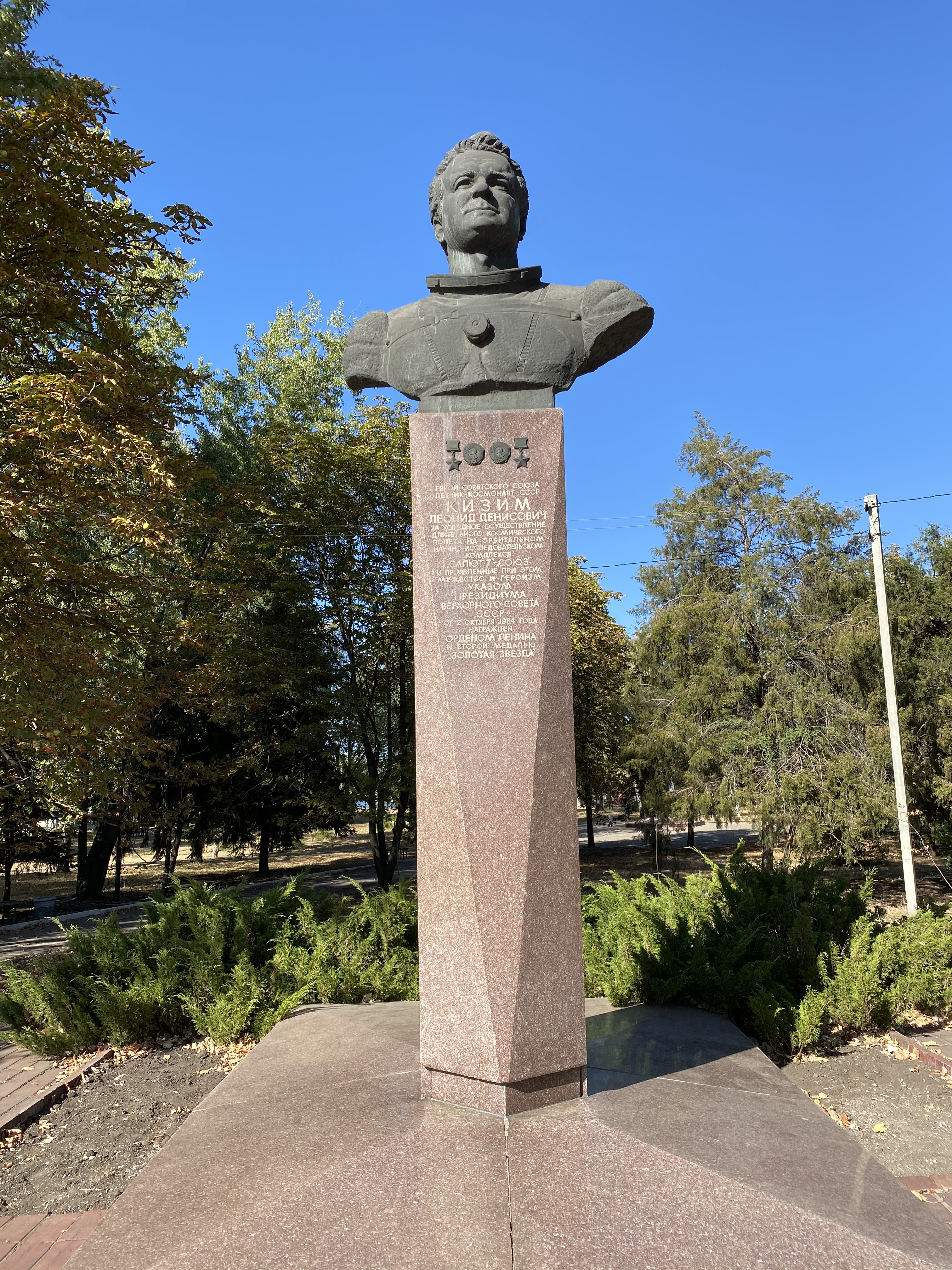
buste de Leonid Kyzym, classé.